# Norte Grande Federal TV
Norte Grande Federal, estilizado como NG Federal es un canal de televisión abierta argentino que transmite desde la ciudad de Resistencia. El canal se llega a ver en gran parte del Norte Argentino. Es operado por el Grupo Federal.
Comenzó a emitir el 14 de mayo de 2022 desde el edificio Urban para luego, desde enero del 2023, pasar a emitir desde el Chalet Rapaccioli, a donde también funcionan el sitio web diario22.ar y la emisora Radio Cadena Federal, que componen el multimedio.

## Cobertura
El canal comenzó siendo una señal satelital, sin número de sintonía al no estar en una cableoperadora fija, hasta que a comienzos del 2023, comenzó a emitirse a través de la grilla de TDA, fue agregado en mayo de 2022 en la grilla digital de Gigared, y con el correr de los días se sumó a varias cableoperadoras locales de la provincia del Chaco y el Noroeste Argentino.
La cobertura se completa con el streaming de su página web y la transmisión de sus Noticieros en YouTube.
Desde marzo de 2024, el canal llega a un acuerdo el canal público provincial Somos Uno, para retransmitir los noticieros en la señal estatal

## Noticieros
| Nombre                              | Horario                                 | Presentador/es                          |  |
| ----------------------------------- | --------------------------------------- | --------------------------------------- |  |
| Info Amanecer                       | Lunes a viernes 7.00 a 9.00 (UTC -3)    | Claudia Aguirre y Ezequiel Villordo     |  |
| Info Mediodía                       | Lunes a viernes 12.00 a 14.00 (UTC -3)  | Nataly Sepúlveda y Guillermo Arrieta    |  |
| Info Central                        | Lunes a viernes 20.00 a 22.00 (UTC -3)  | Liliana Sepúlveda y Miguel Alegre       |  |
| Info Medianoche                     | Lunes a viernes 23.59 a 00.30 (UTC -3)  | Marlene Prado Lima y Ezequiel Eigenmann |  |
| Informativo Federal - Fin de Semana | Sábado y domingo 20.00 a 22.00 (UTC -3) |                                         |  |